# Sarracenia naczii
Sarracenia naczii är en flugtrumpetväxtart som beskrevs av Mellich. Sarracenia naczii ingår i släktet flugtrumpeter, och familjen flugtrumpetväxter. Inga underarter finns listade i Catalogue of Life.